# Badaladuku, Kudligi
Badaladuku là một làng thuộc tehsil Kudligi, huyện Bellary, bang Karnataka, Ấn Độ.